# SŽD-Baureihe АМ-1
Der Dieseltriebwagen АМ-1 ist ein bei der Maschinenfabrik Demichowo für die Schmalspurbahnen der SŽD hergestellter Triebwagen für den Betrieb auf Bahnen der Spurweite 750 mm.

## Geschichte
Der Motorwagen АМ-1 ist ein vierachsiger schmalspuriger Verbrennungstriebwagen mit der Spurweite 750 mm. Als Antriebsaggregat wurde der Vierzylinder-Zweitakt-Dieselmotor ЯАЗ-204A mit Turbolader und einer Leistung von 120 PS verwendet, der ursprünglich im Lkw MAZ-200 verwendet wurde. Die Kraftübertragung erfolgte über ein mechanisches Getriebe der Maschinenfabrik Demichowo. Nach der Erprobung des Musterwagens 1962 erfolgte 1963 bis 1972 die Serienproduktion, insgesamt wurden 297 Motorwagen gebaut.

## Konstruktion

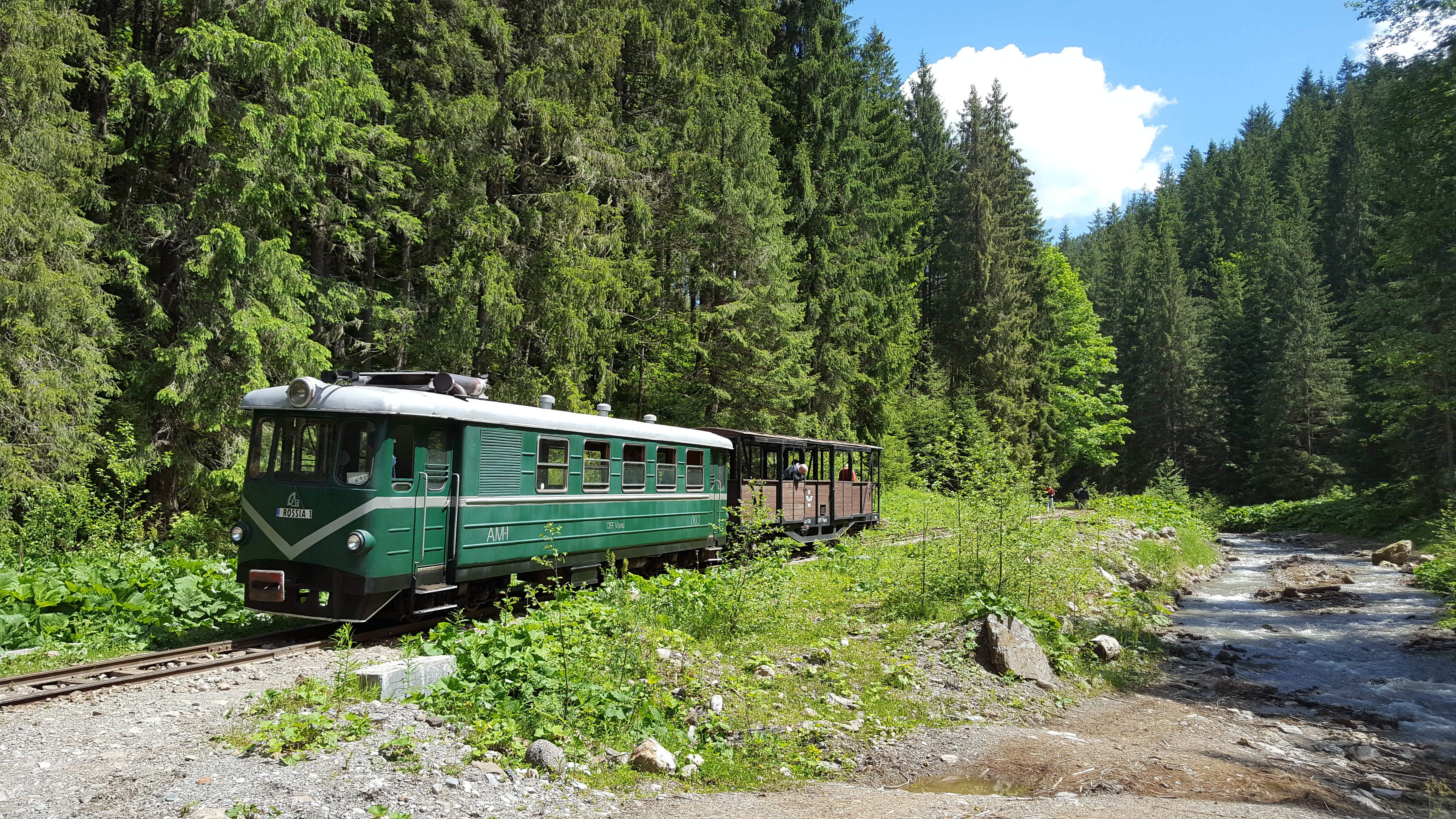
AM-1.003 im touristischen Einsatz auf der Wassertalbahn in Rumänien.

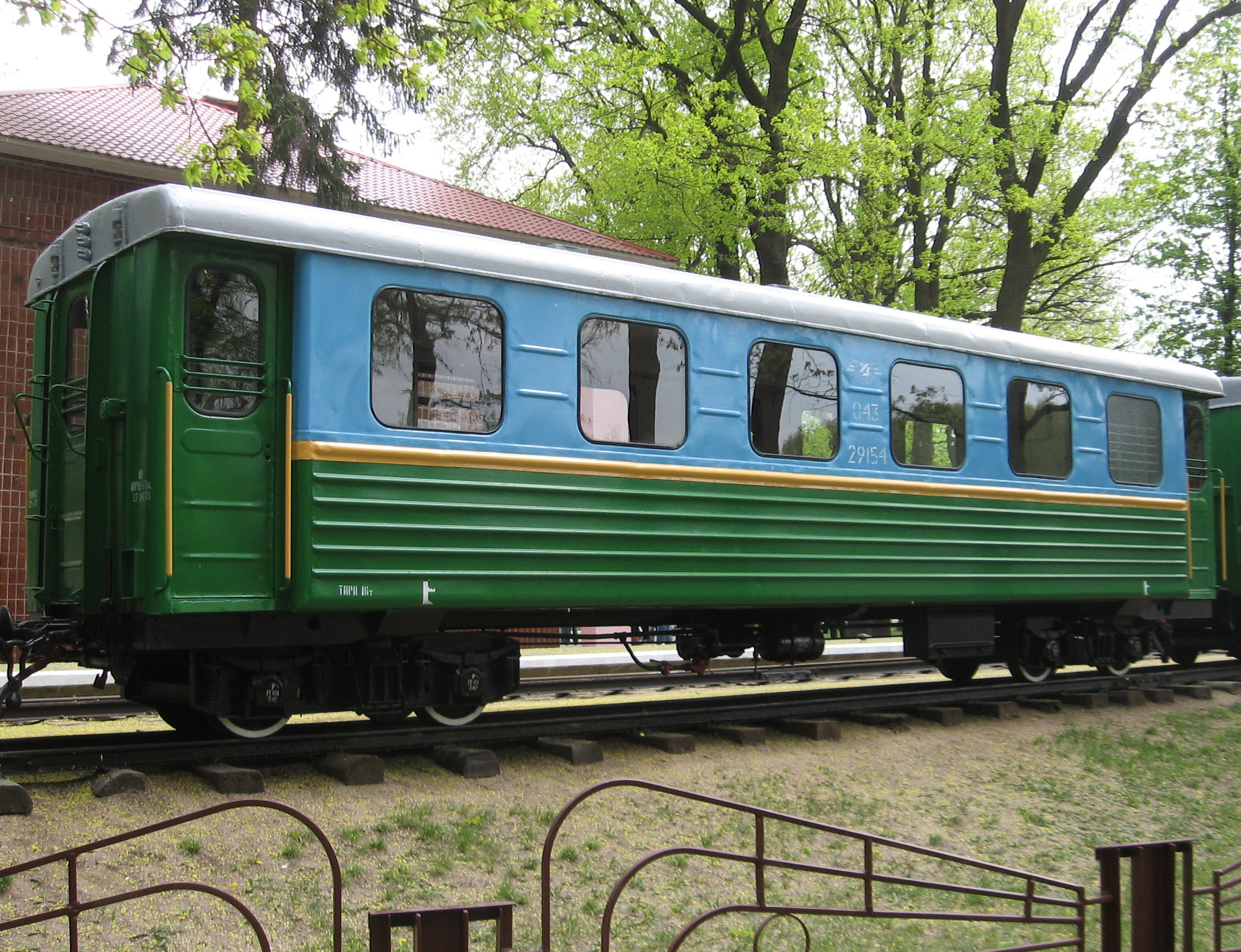
Personenwagen der Reihe ПВ40

Die Fahrzeuge stellen eine selbstfahrende Einheit dar, die auf der Basis der Schmalspurwagen der Reihe ПВ40 entstand. Sie waren für den Betrieb als Einzelfahrzeug und im Verband mit bis zu drei Personenwagen dieser Type vorgesehen. Der Wagenkasten war eine Kastenkonstruktion aus Wänden mit gesickten Blechen. Über Trennwände war er unterteilt in die einzelnen Abteile; zwei Führerstände, einen Motorraum hinter einem Führerstand, dem Fahrgastabteil in Großraumbauweise und den Einstiegsbereichen mit den Einstiegstüren zwischen dem Groß- bzw. Motorraum und den Führerständen. In den beiden Führerständen befanden sich die Steuerpulte, das Fahrzeug konnte von beiden Führerständen aus gesteuert werden. Im Motorraum waren der Dieselmotor ЯАЗ-204A aus dem Jaroslawski Motorny Sawod, das Getriebe sowie die in einem Schrank untergebrachten elektrischen Geräte platziert. Die Akkumulatoren des Fahrzeuges waren unter dem Wagenkasten angeordnet. Die Energieversorgung wurde von zwei vereinigten Systemen durchgeführt; dem Generator Г-732 mit Relais und Regulator sowie der Akkubatterie.
Der Passagierraum war ausgestattet mit harten Sitzplätzen für 37 Reisende, die in Queranordnung mit mittlerem Gang aufgestellt waren. Zur Belüftung des Wagens waren auf dem Dach angeordnete Lüfter vorhanden. Beheizt wurde das Fahrzeug über eine Warmwasserheizung, bei der die Wärme des Kühlkreislaufes des Motors ausgenutzt wurde. Die Beleuchtung war elektrisch mit einer Spannung von 50 V.
Der Motorwagen konnte mit einer Standard-Zug- und Stoßeinrichtung für Schmalspurbahnen oder mit einer automatischen Schmalspurkupplung nach dem System SA 3 ausgerüstet werden. Die Bremsung erfolgte mit Luft über die Indirekte Bremse. Gleichfalls besaß das Fahrzeug eine Handbremse als Feststellbremse.
Das Fahrwerk bestand aus zwei zweiachsigen Drehgestellen, dem Antriebs- und dem Laufdrehgestell. Die Räder des Antriebsgestelles waren mit zwei Achsgetrieben mit durchgehenden Antriebswellen ausgerüstet, angetrieben von dem Schaltgetriebe über eine Kardanwelle.

## Einsatz der Fahrzeuge
Über den Einsatz der Fahrzeuge gibt es in der Literatur wenig verlässliche Informationen. Die Einsatzstellen können nur anhand der Liste der erhaltenen Wagenkästen der ausgemusterten Fahrzeuge entnommen werden. Demnach waren Fahrzeuge bei den Schmalspurbahnen der Sewernaja schelesnaja doroga, der Kuibyschewskaja schelesnaja doroga, der Moskowskaja schelesnaja doroga, der Belaruskaja tschyhunka und der Swerdlowskaja schelesnaja doroga eingesetzt. Die in Rumänien erhaltenen Fahrzeuge, die dort auf 760 mm umgespurt wurden, sind für den touristischen Einsatz auf den dort vorhandenen Schmalspurbahnen gebraucht erworben worden. Auch über die Ausmusterung der Fahrzeuge gibt es wenig Informationen; zum gegenwärtigen Zeitpunkt kann von folgenden erhaltenen Fahrzeugen ausgegangen werden:
- АМ-1.003 in betriebsfähigem Zustand bei der Wassertalbahn, Rumänien
- AM-1.093 in nicht betriebsfähigem Zustand in Russland[2]
- AM-1.248 in nicht betriebsfähigem Zustand in Jekaterinburg (Kindereisenbahnen)[3]
- AM-1.258 in nicht betriebsfähigem Zustand in Rumänien

Es gibt Angaben über den Einsatz der Fahrzeuge auch auf Kindereisenbahnen. Dokumentarisch ist der Einsatz des АМ1-142 bei der Kindereisenbahn in Altschewsk belegt. Speziell für Kindereisenbahnen entstand zum Ende der 1970er Jahre ein aus der Reihe weiterentwickeltes Fahrzeug der Reihe АПУ. Von dieser Reihe wurde ein Versuchsfahrzeug gebaut, das bis ungefähr 2000 im Einsatz stand.